# Barnard BTR7
Der Barnard BTR7 ist ein Supersportwagen, den der südafrikanische Hersteller Barnard Motors im Februar 2012 als erstes Serienfahrzeug vorstellte. Der Name steht für Barnard Track Racing. Die angegliederte Zahl 7 soll die Leistung von 700 PS verdeutlichen. Das neue Modell erreicht eine Leistung von 524 kW und soll eine Höchstgeschwindigkeit von 330 km/h erreichen. Der Kaufpreis ab Werk wird auf 147.000 US-Dollar angegeben, im Export sogar bis zu 250.000 US-Dollar. Die Länge des Modells wird mit 5700 mm angegeben bei einem Radstand von 2970 mm. Die verwendeten V8-Motoren stammen aus der Corvette C6. Das Leergewicht ist mit 1050 kg angegeben.
Die Fahrzeuge erhalten laut einer Meldung keine Straßenzulassung.